# Gajewo (obwód kurski)
Gajewo (ros. Гаево) – wieś (ros. село, trb. sieło) w zachodniej Rosji, w sielsowiecie rusanowskim rejonu fatieżskiego w obwodzie kurskim.

## Geografia
Miejscowość położona jest nad Reutem (lewy dopływ Żeleni w dorzeczu Swapy), 10 km od centrum administracyjnego sielsowietu (Basowka), 10,5 km na północny zachód od centrum administracyjnego rejonu (Fatież), 56 km na północny zachód od Kurska, 7 km od drogi magistralnej (federalnego znaczenia) M2 «Krym» (część trasy europejskiej E105).
We wsi znajdują się 53 posesje.
Klimat
Miejscowość, jak i cały rejon, znajduje się w strefie klimatu kontynentalnego z łagodnym ciepłym latem i równomiernie rozłożonymi opadami rocznymi (Dfb w klasyfikacji klimatów Köppena).

## Demografia
W 2010 r. wieś zamieszkiwało 86 osób.